# Lindberg västra
Lindberg västra är en bebyggelse väster om kyrkbyn Lindberg nordost om Varberg i Lindbergs socken i Varbergs kommun. SCB avgränsade här en småort från 2020 till 2023.